# Clash of the Titans (2010)
Clash of the Titans (Confronto de Titãs (título em Portugal) ou Fúria de Titãs (título no Brasil)) é um filme americano, remake do original de 1981, dirigido por Louis Leterrier. Mas ambas histórias baseiam-se no mito de Perseu. Seus protagonistas são Sam Worthington, no papel do herói, protagonista do filme, Liam Neeson, como Zeus, líder dos deuses, e Ralph Fiennes, como Hades, deus dos mortos.
Em 2012, foi lançada a sequência Wrath of the Titans.

## Enredo
Há muitos e muitos anos, os deuses Zeus (Liam Neeson), Poseidon (Danny Huston) e Hades (Ralph Fiennes) se uniram e derrotaram seus predecessores, os Titãs, com a ajuda do Cetus, um monstro nascido da carne do próprio Hades. Em seguida, eles dividiram o Universo entre si: Zeus ficou com os céus, Poseidon ficou com os mares e Hades foi enganado por Zeus e forçado a governar o Submundo. Pouco depois, Prometeu criou os humanos, cuja fé era o que dava poder aos deuses. Porém, os humanos eventualmente se cansaram de serem manipulados pelos deuses como peças de xadrez e começaram a questioná-los.
Muitos anos depois, um pescador chamado Spyros (Pete Postlethwaite) encontra um caixão flutuando na água e, dentro dele, uma mulher morta segurando um bebê, que ele e sua esposa adotam e batizam de Perseu (Sam Worthington). Anos depois, Perseu, agora adulto, e sua família estão pescando em alto-mar quando encontram soldados da cidade de Argos derrubando uma estátua de Zeus e declarando guerra aos deuses.
Hades deixa o Submundo e convence Zeus a deixar que ele puna os humanos. Na Terra, Hades emerge das trevas, acompanhado de uma horda de Imps, e mata não só os soldados como também a família de Perseu. O pescador é encontrado por Draco (Mads Mikkelsen), o líder da guarda real, e levado perante o Rei e Rainha de Argos, que comparam a beleza de sua filha, Andrômeda (Alexa Davalos) à de Afrodite. Momentos depois, Hades aparece e avisa que, como punição por esse comentário, Andrômeda deverá ser sacrificada ao Kraken em dez dias ou Argos será destruída. Ele também identifica Perseu como um semideus e o filho de Zeus.
Perseu é preso. Na cadeia, ele conhece Io (Gemma Arterton), que identifica-se como sua guia. Ela revela que foi amaldiçoada a nunca envelhecer, após recusar-se a ser seduzida por um deus e que Perseu é o único que pode derrotar o Kraken. O pescador concorda em ajudar para vingar-se de Hades e parte em busca das Bruxas Estígias ao lado de Draco e a guarda real. Ela também revela que Perseu é o filho de Zeus com Danäe, a esposa do Rei Acrísio (Jason Flemyng), que foi punido com sua tentativa de renegar os deuses com a queda de seu reino e sua transformação em um monstro.
O que eles não sabem é que Hades, que se alimenta do medo dos mortais, planeja usar o medo de Argos para ganhar poder e destronar Zeus, assumindo o comando do Olimpo. Hades encontra Acrísio, agora chamado Calibos, e lhe dá o poder para matar Perseu. Calibos ataca Perseu e seu grupo na floresta, pouco após Perseu receber de Zeus uma espada mágica que apenas ele pode usar e o cavalo alado Pégaso. Após um confronto, Calibos foge e, no processo, seu sangue traz à vida um exército de escorpiões gigantes que quase matam os heróis, que são salvos pelos Djinn (feiticeiros árabes que vivem no deserto e cujos corpos são feitos de madeira). Também querendo ver-se livres dos deuses, os Djinn concordam em ajudar Perseu.
Eles encontram as Bruxas Estígias (Greias), que revelam que a única forma de destruir o Kraken é com a cabeça da górgona Medusa, que vive no Tártaro. Na saída, Perseu encontra-se com Zeus, que lhe entrega uma Dracma que ele usa para subornar Caronte, o barqueiro do Submundo, a permitir que eles entrem no Tártaro sem estarem mortos.
Após um violento confronto do qual apenas Perseu e Io emergem vivos, Perseu arranca a cabeça de Medusa. Na saída, ele é novamente atacado por Calibos, que mata Io. Perseu o destrói com a espada mágica de Zeus e parte para Argos em Pégaso para salvar Andrômeda, que já foi colocada à sacrifício pelo culto de Hades.
Após um confronto aéreo com os Imps de Hades, Perseu consegue usar a cabeça de Medusa para petrificar o Kraken, destruindo-o. Em seguida, ele usa a espada de Zeus, energizada por um relâmpago mágico, para expulsar Hades de volta para o Tártaro temporariamente.
Andrômeda é liberta e torna-se rainha de Argos. Ela oferece o trono de Rei a Perseu, mas ele recusa. Zeus o encontra novamente e o parabeniza por sua vitória. Pela ajuda que recebeu em reconectar humanos e deuses e impedir Hades de dominar o Olimpo, Zeus revive Io, que reúne-se com Perseu.

## Elenco
- Sam Worthington – Perseu
- Liam Neeson – Zeus
- Ralph Fiennes – Hades
- Gemma Arterton – Io
- Izabella Miko – Atena
- Mads Mikkelsen – Draco
- Jason Flemyng – Acrisius
- Alexa Davalos – Andrômeda
- Nicholas Hoult – Eusebios
- Kaya Scodelario – Peshet
- Danny Huston – Poseidon
- Pete Postlethwaite – Spyros
- Elizabeth McGovern – Marmara
- Natalia Vodianova – Medusa
- Luke Evans – Apolo

Esta foi a segunda vez que os atores Liam Neeson e Ralph Fiennes contracenaram no mesmo filme. A primeira foi em "A Lista de Schindler" em 1993.

## Produção

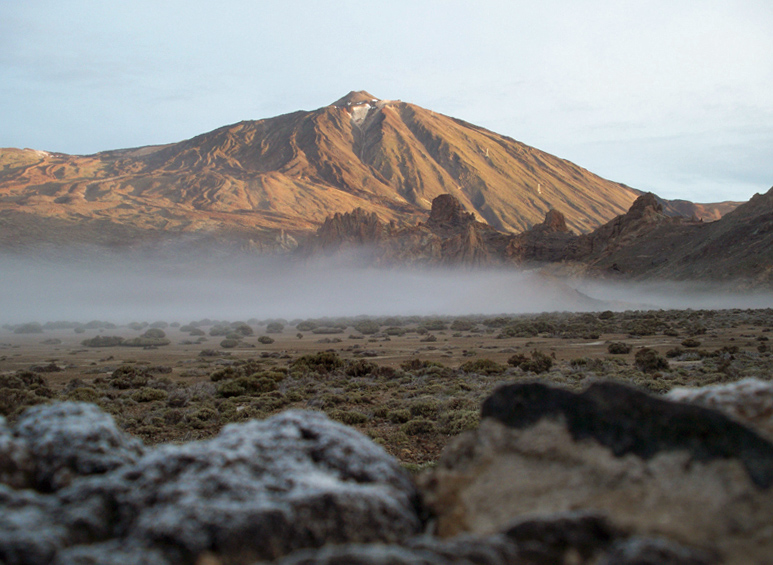
Teide, Tenerife

O diretor Louis Leterrier, em entrevista, declarou que o filme Clash of the Titans é uma homenagem ao mangá japonês Os Cavaleiros do Zodíaco, e afirmou publicamente ser fã da série desde criança, Com isso, a Warner Bros. chamou o criador Masami Kurumada para desenhar posters exclusivos para o mercado Japonês.
As filmagens começaram em 27 de abril de 2009 em Londres, nos estúdios Shepperton. As filmagens também tiveram como locação o País de Gales, o Teide (Ilhas Canárias), Islândia e Etiópia.
A música foi composta por Craig Armstrong.

## Recepção
Embora tenha sido sucesso de bilheteria, arrecadando mais de 475 milhões de dolares pelo mundo e tenha estreado em primeiro lugar em seu final de semana de estréia nas bilheterias brasileiras, com US$3,940 milhões arrecadados, O Metacritic, que usa uma média ponderada, atribuiu ao filme uma pontuação de 39 em 100, baseado em 37 críticos, indicando críticas "geralmente desfavoráveis".